# ГЕРАКЛІТ
«ГЕРАКЛІТ» (Голінні ентузіасти рака літерального) ― об'єднання українських поетів-паліндромістів, засноване 29 вересня 1991 року в Києві з нагоди 300-ліття першого українського паліндромного вірша, написаного Іваном Величковським (рукописна збірка «Млеко, од овці пастирю належнеє», 1691). До об'єднання увійшли: А. Мойсієнко, М. Мірошниченко, І. Іов, Н. Гончар, І. Лучук, М. Король, М. Сорока, О. Шарварок, В. Сапон, Л. Стрельник, В. Стах, В. Романовський, Ю. Кандим. 
На перших установчих зборах об’єднання було прийнято декларацію «Геракліт. Заява перша», де було зазначено: «Ми, ентузіасти паліндрома, — ті люди, яким одного разу відкрилося, що Дніпро проти течії — Пінд (гора в Греції), а Дністро проти течії — Сінд (либонь, житель Боспорського царства), і які довірилися звукосмисловій просторовості рідного слова Слово для нас — співтворець, співавтор».
В 2001 році об’єднання прийняло декларацію «Геракліт. Заява друга», в якій констатовано утворення «цілої школи паліндромної поезії» в українській літературі.
Вікторія Стах присвятила групі свій паліндром:
В’яз — вен дар.
Культ Івана —
тіл каре, гарему мир.
Рим умер, а Геракліта
навіть лук Рад не взяв.
(Вікторія Стах. «Тотем»)